# Elkalyce depuncta
Elkalyce depuncta är en fjärilsart som beskrevs av Hirschke 1903. Elkalyce depuncta ingår i släktet Elkalyce och familjen juvelvingar. Inga underarter finns listade i Catalogue of Life.